# Mohsin Al-Khaldi
Mohsin Johar Al-Khaldi (arab. محسن جوهر الخالدي; ur. 16 sierpnia 1988) – omański piłkarz grający na pozycji lewego pomocnika. Od 2018 jest zawodnikiem klubu Sohar SC.

## Kariera piłkarska
Swoją karierę piłkarską Al-Khaldi rozpoczął w klubie Saham Club, w którym w 2008 roku zadebiutował w pierwszej lidze omańskiej. W sezonie 2009/2010 zdobył z nim Puchar Omanu. W sezonie 2011/2012 grał w Fanja SC, z którym został mistrzem Omanu. W 2012 wrócił do Saham Club. W sezonie 2015/2016 zdobył z nim krajowy puchar. W 2017 był wypożyczoyn do Al-Nasr Salala. Wiosną 2018 grał w saudyjskim Ohod Club. Latem 2018 przeszedł do Sohar SC.

## Kariera reprezentacyjna
W reprezentacji Omanu Al-Khaldi zadebiutował 31 grudnia 2014 w zremisowanym 2:2 towarzyskim meczu z Kataru. W 2015 roku został powołany do kadry na Puchar Azji 2015, a w 2019 na Puchar Azji 2019.